# Тукан (созвездие)
Тука́н (лат. Tucana, Tuc) — созвездие Южного полушария. Занимает на небе площадь в 294,6 квадратного градуса, содержит 44 звезды, видимые невооружённым глазом.

## Условия наблюдения
На территории России и на всей бывшей территории СССР созвездие Тукана не наблюдается; никакая его часть не восходит даже в Кушке. Частичная видимость на широтах южнее +33°; видимость центра Малого Магелланова Облака южнее +17°12'; полная видимость созвездия на широтах южнее +14°. А южнее широты −17°12' центр Малого Магелланова облака никогда не заходит за горизонт. К городам, где он является незаходящим, относятся Белу-Оризонти, Рио-де-Жанейро, Сан-Паулу, Сантьяго, Монтевидео, Буэнос-Айрес, Йоханнесбург, Сидней, Мельбурн.

## Интересные объекты
В южной части созвездия находится Малое Магелланово Облако — спутник нашей Галактики. 47 Тукана — второе по яркости и самое многочисленное из всех шаровых звёздных скоплений Млечного Пути, содержит более 10 млн звёзд.

## История
Новое созвездие. Предложено Петером Планциусом в 1598 году, но традиционно приписывается Иоганну Байеру (1603).